# Monte Iwate
El monte Iwate (岩手山 Iwate-san?) es un estratovolcán localizado al noroeste de la ciudad de Morioka al oeste de la prefectura de Iwate, Tohoku, Japón. La montaña se encuentra entre las 100 Famosas montañas de Japón un libro publicado en 1964 por el autór Kyūya Fukada.

## Geología
El monte Iwate consiste de un estratovolcán simétrico oriental de menor tamaño conocido como Higashi-Iwate, ("Iwate del este") así como también uno más antiguo en el oeste conocido como Nishi-Iwate, ("Iwate del oeste") el cual ha colapsado formando una caldera.  La caldera en forma de óvalo de 1.8 x 3 km tiene un cráter de 0.5 km de longitud, parcialmente llenado por un lago de cráter.